# Le Chemin des brumes (roman)
Le Chemin des brumes est un roman policier de l'auteur québécois Jacques Côté, publié en mai 2008 par les éditions Alire. c'est le quatrième volet de la saga du policier Daniel Duval.

## Résumé
En juillet 1981, Daniel Duval et son fidèle partenaire Louis Harel participent aux jeux mondiaux des policiers qui se déroulent à Mexico, pendant ce temps, Gilles Hébert part en vacances avec ses petits-fils Vincent, 13 ans, et Sébastien, 6 ans, pour aller à un lieu enchanteur en pleine nature sauvage. Aussitôt les jeux terminés, le duo de policiers ont une nouvelle enquête à résoudre : retracer le grand-père et les deux bambins qui sont portés disparus. Ils soupçonnent à nouveau l'œuvre d'un désaxé et doivent disputer une course contre la montre pour les retrouver vivants que morts.

## Personnages
- Daniel Duval : Policier de la Sûreté du Québec.

- Louis Harel : partenaire de Duval.

- Gilles Hébert : Grand-père maternel de Vincent et de Sébastien,

- Alain Parent : Père de Vincent et de Sébastien, récemment divorcé et qui souffre de problèmes psychologiques.

- Vincent Parent : Fils aîné d'Alain, 13 ans et personnage principal du roman.

- Sébastien Parent : Petit frère de Vincent, 6 ans.